# Joan Pellicer Montseny
Joan Pellicer Montseny (Barcelona, 1863-La Escala, 1914) fue un dibujante, caricaturista e ilustrador español.

## Biografía
Nació en Barcelona en 1863. Pellicer, que era sobrino del también dibujante José Luis Pellicer, cultivó el dibujo político y social, colaborando en publicaciones barcelonesas como La Campana de Gracia y L'Esquella de la Torratxa.  También ilustró libros. Francesc Fontbona, valorando su carrera como dibujante, habla de él en términos de «discreta corrección». Falleció el 30 de marzo de 1914 en la localidad gerundense de La Escala.